# Менструална чашка
Менструалната чашка е продукт, който се вкарва във влагалището по време на менструация. Целта е да се предотврати изтичането на менструалната течност (кръвта от маточната лигавица) върху дрехите. Менструалните чашки обикновено се изработват от медицински силикон и се оформят като камбанка със стъбло. Стъблото се използва за поставяне и отстраняване. Чашката с форма на камбанка се „запечатва“ срещу вагиналната стена, точно под шийката на матката. На всеки 4–12 часа (в зависимост от количеството на течението), чашката се изважда, изпразва, изплаква се и се поставя отново. След всеки цикъл тя трябва да се вари поне 5 минути, за да се дезинфекцира, и да се съхрани за следващия месец.
За разлика от тампоните и превръзките, чашките събират менструалната течност, вместо да я абсорбират. Една чашка е за многократна употреба (до 5 години). Това прави тяхната дългосрочна цена по-ниска от тази на тампоните или превръзките за еднократна употреба, въпреки че първоначалната цена е по-висока. Менструалните чаши се рекламират като по-практичният и екологичен вариант.
Повечето марки за менструални чашки продават два размера – малък и голям. Продават се безцветни и прозрачни, но някои марки предлагат и цветни чаши, като розови или лилави.
Употребата на менструална чаша се счита за безопасен вариант по отношение на други форми на менструална хигиена.

## Употреба
Менструалната чашка първо се сгъва след това се поставя във вагината. Обикновено се разгъва автоматично и създадва уплътнение срещу вагиналните стени. В някои случаи потребителят може да се наложи да извие чашата или да огъне вагиналните мускули, за да гарантира, че чашата е напълно отворена. Чашата трябва да седи около шийката на матката. Ако е поставена правилно, тя не трябва да изтича или да причинява дискомфорт. В сравнение с тампона, менструалната чаша трябва да се постави по-ниско във вагиналния канал. Стъблото трябва да бъде изцяло във вагината.
Ако е необходима лубрикация при поставянето, то трябва да е на водна основа.
След 4–12 часа употреба (в зависимост от количеството на течението), чашата се отстранява, като се хваща стеблото, за да се намери основата. Просто издърпване на стъблото не се препоръчва за отстраняване на чашата, тъй като това може да създаде засмукване. Основата на чашата се прищипва, за да се освободи уплътнението и чашата се отстранява. След изпразване, менструалната чаша трябва да се изплакне или избърше и да се постави отново. Може да се измие със сапун и да се стерилизира в кипяща вода за няколко минути в края на цикъла.

### Предимства
- При използването на менструална чаша, течността се събира и остава в течна форма. При тампоните тя бива абсорбирана и се държи в полукоагулирана форма срещу шийката на матката. Това намалява миризмите.
- Менструалните чаши събират менструалната течност във влагалището и обикновено не изтича (ако е изпразнена достатъчно често и е поставена правилно). Някои жени изпитват изтичане поради неправилна употреба или размер на чашата. Например, менструалната чаша може да протече, ако не е поставена правилно и не се отваря напълно и се уплътнява срещу стените на вагината.

- Ако потребителят трябва да проследи количеството течност, която произвежда (например по медицински причини), менструалната чаша позволява това проследяване. Някои чаши имат дори мерителни знаци върху тях.